# ФК Фортуна (София)
Основан Фортуна София е основан през 1920 година в квартал „Надежда“ в София под името Изгрев София.
През месец май 1923 година СОСО официално приема Изгрев София за член на организацията.
Спортен клуб Фортуна София е развивал спортна дейност в квартал „Надежда“ в София.
Районът на клуба е обхващал пространството между булевард „Рожен“ (несъществуващ тогава), улица „Огоста“ (сега улица „Хан Кубрат“), улица „Генерал Никола Жеков“ и булевард „Ломско шосе“ (несъществуващ тогава) в София.
Канцеларията на клуба се е намирала в сградата на фабрика „Фортуна“ в София. Фабрика „Фортуна“ е сегашният завод „Осми март“, намиращ се на булевард „Рожен“ 22 в София.
Нарицателното име на Фортуна София е било „моравите“ и „чиновниците от фабрика Фортуна“.

## Игрище
Игрище „Фортуна“ се е намирало в близост до сградата на фабрика „Фортуна“ в квартал „Надежда“ в София. Бившата фабрика „Фортуна“ е сегашният завод „Осми март“, намиращ се на булевард „Рожен“ 22 в София.
Игрище „Фортуна“ не е разполагало с трибуни и е било с капацитет за около 4000 зрители.
Игрището не е било подходящо за провеждането на официални срещи от Софийското футболно първенство и клубът е използвал игрището предимно за тренировъчна дейност.

## История
През месец август 1934 година отборът на Изгрев София се преименува на Фортуна София.
На 28.09.1943 година отборът на Фортуна София се обединява с отбора на Вихър Надежда под името Надежда София.
На 02.06.1945 година се поставят основите на първото заводско-фабрично дружество Надежда София. Обединяват се спортните колективи към фабрика „Фортуна“, фабрика „Бакиш“, фабрика „Закарян“ и фабрика „Сълза“. Фабричните колективи са обединени под името Надежда София.
През месец февруари 1947 година отборът на Надежда София е преименуван на Химик София.
Фортуна София съществува под името Химик София до 19.09.1949 година, когато след реорганизацията и преминаването на спортните клубове в доброволни спортни организации (ДСО), отборът на Химик София е обединен с отборите на ЖСК София (тогава Локомотив София), Бенковски София (тогава Динамо София) и Металик София под името ДСО „Енергия“ София и престава да съществува.
Клубните цветове на Фортуна София са били кафяво и черно при основаването на клуба. Впоследствие клубните цветове са променени на изцяло в лилаво. Следва нова промяна на клубните цветове, като те стават зелено и бяло. Най-накрая клубните цветове отново са променени на изцяло в лилаво.

## Успехи
- Държавно първенство на България: Няма участие във финалната фаза на турнира
- Държавна купа на България: 1938, 1939, 1940, 1941 (2 кръг – Предварителна фаза – София)
- Софийско първенство:
  - I Софийска дивизия: 1946 (VIII място)
  - II Софийска дивизия: 1940 (Победител), 1945 (Победител)
    - III Софийска дивизия: 1939 (Победител)
- Купа „Улпия Сердика“: 1933 (2 кръг), 1937 (2 кръг), 1939 (2 кръг)
- Участие в Националната футболна дивизия: Няма участие
- Участие в Софийското футболно първенство:
  - I Софийска дивизия: 1946 – 1947 (2 сезона)
  - II Софийска дивизия: 1924 – 1927, 1940 – 1945, 1948 (11 сезона)
    - III Софийска дивизия: 1931 – 1939 (9 сезона)

Между сезоните 1922 – 1923 година и 1929 – 1930 година не участва в първенството.
През сезон 1927 – 28 година участва в първенството, но е изключен през есенния полусезон и активът от този сезон е приписан на отбора на Владислав София, който взима неговото място във II Софийска дивизия.
| дивизия     | сезон     | позиция | мачове | победи | равни | загуби | голове за | голове против | точки |
| ----------- | --------- | ------- | ------ | ------ | ----- | ------ | --------- | ------------- | ----- |
| II Дивизия  | 1923/1924 | 3       | 14     | 6      | 2     | 6      | 19        | 21            | 14    |
| II Дивизия  | 1924/1925 | 4       | 16     | 7      | 3     | 6      | 31        | 32            | 17    |
| III Дивизия | 1925/1926 | 5       | 9      | 0      | 1     | 8      | 10        | 30            | 1     |
| II Дивизия  | 1926/1927 | 6       | 11     | 1      | 0     | 10     | 5         | 45            | 2     |
| III Дивизия | 1930/1931 | 6       | 10     | 2      | 1     | 7      | 11        | 37            | 5     |
| III Дивизия | 1931/1932 | 5       | 10     | 3      | 1     | 6      | 11        | 21            | 7     |
| III Дивизия | 1932/1933 | 4       | 14     | 7      | 1     | 6      | 29        | 28            | 15    |
| III Дивизия | 1933/1934 | 5       | 14     | 5      | 1     | 8      | 26        | 37            | 11    |
| III Дивизия | 1934/1935 | 4       | 12     | 6      | 2     | 4      | 16        | 17            | 14    |
| III Дивизия | 1935/1936 | 2       | 4      | 3      | 0     | 1      | 9         | 1             | 6     |
| III Дивизия | 1936/1937 | 2       | 10     | 8      | 1     | 1      | 44        | 6             | 17    |
| III Дивизия | 1937/1938 | 2       | 17     | 13     | 2     | 2      | 44        | 26            | 28    |
| III Дивизия | 1938/1939 | 1       | 15     | 12     | 3     | 0      | 47        | 11            | 27    |
| II Дивизия  | 1939/1940 | 1       | 15     | 14     | 1     | 0      | 57        | 13            | 29    |
| II Дивизия  | 1940/1941 | 3       | 10     | 4      | 2     | 4      | 15        | 13            | 10    |
| II Дивизия  | 1941/1942 | 6       | 11     | 2      | 1     | 8      | 12        | 47            | 5     |
| II Дивизия  | 1942/1943 | 7       | 14     | 3      | 0     | 11     | 12        | 27            | 6     |
| II Дивизия  | 1943/1944 | 5       | 7      | 2      | 1     | 4      | 10        | 21            | 5     |
| II Дивизия  | 1944/1945 | 1       | 5      | 4      | 0     | 1      | 18        | 9             | 8     |
| I Дивизия   | 1945/1946 | 8       | 8      | 2      | 1     | 5      | 8         | 26            | 5     |
| I Дивизия   | 1946/1947 | 9       | 9      | 1      | 3     | 5      | 10        | 21            | 5     |
| II Дивизия  | 1947/1948 | 4       | 9      | 1      | 2     | 6      | 5         | 15            | 4     |
| общо        | 22 сезона |         | 244    | 106    | 29    | 109    | 449       | 534           | 241   |